# Giovanni Desideri
Giovanni Desideri (Norcia, 1568 – Rieti, prima del 31 maggio 1604) è stato un vescovo cattolico italiano.

## Biografia
Giovanni Desideri nacque nel 1568 a Norcia e fu ordinato sacerdote il 15 marzo 1603. Il 16 giugno 1603 fu nominato vescovo di Rieti durante il pontificato di papa Clemente VIII.
Il 6 luglio 1603 fu consacrato vescovo da Girolamo Bernerio, cardinale vescovo di Albano, avendo come coconsacranti Claudio Rangonigià, vescovo di Piacenza, e Andrea Sorbolonghi, già vescovo di Gubbio. Rivestì l'incarico di vescovo di Rieti fino alla sua morte, nel 1604.

## Genealogia episcopale
La genealogia episcopale è:
- Cardinale Scipione Rebiba
- Cardinale Giulio Antonio Santori
- Cardinale Girolamo Bernerio, O.P.
- Vescovo Giovanni Desideri